# Чемпионат России по смешанному боевому единоборству (ММА) среди мужчин 2024
Чемпиона́т Росси́и по сме́шанному боево́му единобо́рству (ММА) среди́ мужчи́н 2024 — главное национальное соревнование по смешанному боевому единоборству (ММА) среди любителей, организованное Союзом смешанных боевых единоборств «ММА» России. Прошёл с 30 мая по 2 июня 2024 года в Нижнем Новгороде во дворце спорта «Северная Звезда». Турнир стал отборочным на чемпионат мира в Ханты-Мансийске.

## Медалисты
| Весовая категория | Золото             | Серебро                | Бронза                                 |
| ----------------- | ------------------ | ---------------------- | -------------------------------------- |
| до 52,2 кг        | Фарход Рахмоналиев | Адам Хамхоев           | Сайн-Херел Кончукпан Иван Веретенников |
| до 56,7 кг        | Абдул-Малик Сириев | Магомедганифе Гусейнов | Мурад Курбанов Дмитрий Панков          |
| до 61,2 кг        | Идрис Хваджаев     | Асхабали Лабазанов     | Гамидов Магомедшапи Шухрат Мировазов   |
| до 65,8 кг        | Юсуп Халухоев      | Джамалутдин Гусейнов   | Пётр Грыдин Эхсон Боймуродов           |
| до 70,3 кг        | Илья Фомочкин      | Алавдин Суюндиков      | Ахмед Хадаев Омарасхаб Юсупов          |
| до 77,1 кг        | Шамиль Гамидов     | Хамиди Амирмагомедов   | Айдемир Гусейнов Магомед Малачов       |
| до 83,9 кг        | Мурад Абдулатипов  | Фахрудин Шихкеримов    | Ислам Багомедов Амирчупан Тайгибов     |
| до 93 кг          | Магомед Гасанов    | Абдула Исаев           | Шамиль Курбанов Магомед Мальсагов      |
| до 120,2 кг       | Гамзат Сиражудинов | Омар Гасайниев         | Сергей Горленко Магомед Абдуразаков    |
| св. 120,2 кг      | Аслан Хазботов     | Андрей Грязных         | Тимур Арзуманов Никита Шепелев         |